# Ochrotrichia cavitectum
Ochrotrichia cavitectum is een schietmot uit de familie Hydroptilidae. De soort komt voor in het Neotropisch gebied.